# Soultzmatt
Soultzmatt település Franciaországban, Haut-Rhin megyében. Lakosainak száma 2466 fő (2022. január 1.). Soultzmatt Orschwihr, Lautenbach, Rouffach, Osenbach, Westhalten, Pfaffenheim, Gueberschwihr, Wasserbourg és Soultzbach-les-Bains községekkel határos.

## Népesség
A település népessége az elmúlt években az alábbi módon változott:
| Lakosok száma | 2359 | 2377 | 2471 | 2411 | 2402 | 2392 | 2379 | 2432 | 2466 |
|               | 2013 | 2015 | 2016 | 2017 | 2018 | 2019 | 2020 | 2021 | 2022 |